# Гомулицкий, Виктор
Виктор Теофил Гомулицкий (пол. Wiktor Teofil Gomulicki; 1848—1919) — польский поэт, беллетрист и литературный критик.

## Биография
Виктор Гомулицкий родился 17 октября 1851 года в Остроленке. Окончил юридический факультет Варшавского университета.
Первоначально выступил на литературном поприще со стихотворениями, представлявшими подражание Юлиушу Словацкому, но вскоре вышел на самостоятельную дорогу. Написал «Kolorowe Obrazki», «Z otchłani», «Księga pieśni», «Siva polska», «Poezye Wiktora Gomulickiego», «Obrazki prawdziwe», «Przy słoncu i przy gazie», «Róże i ostry», «Skrytka» (для сцены) и «Nowelle».
В. Гомулицкий — один из наиболее отзывчивых польских поэтов конца XIX — начала XX века. Жизнерадостное настроение преобладает у него над грустью. Он не поклонник искусства для искусства; понимает, что «голых одеть лучше, чем им петь»; но если уж ничем нельзя помочь их горькой доле, то пусть они насладятся хоть пеньем — этой пищей для души.
С глубоким участием говорит он о горькой доле бедняка и вообще людей труда («Bez echa», «Głodnego nakarmic» и др.); в беседе с фабричным рабочим поэт защищает перед ним значение и роль поэзии ссылкой на Тиртея, который звуками своих песен двигал массы на грозный бой («Dwa głosy»).
Сочувствуя вообще всем униженным и побежденным, поэт написал в эпоху еврейских погромов поэму «Żydzi», в которой он возбудителям слепой ненависти и фанатизма грозит судом истории.
Пустота и бессодержательность жизни зажиточных классов вызывает у Гомулицкого сатирическое чувство, впрочем, довольно поверхностное («Syn obywatelski», «Warszawianka» и др.). Прозаические произведения автора отличаются такой же правдивостью и простотой, как и его стихотворения; но они представляют ряд наблюдений слишком мелких и мимолетных и рисуют в большинстве случаев картинки городской уличной жизни.
Виктор Гомулицкий умер 14 февраля 1919 года в городе Варшаве.